# Camusu Aike
Camusu Aike est une localité rurale argentine située dans le département de Güer Aike, dans la province de Santa Cruz.

## Toponymie
En chon (aonek'o 'a'jen), le terme kamusu signifie « herbe haute ondulée » (par le vent) et aike « lieu de vie des humains » (hutte, habitation, camp, etc.). Le nom se traduit par « lieu où l'herbe voltige » ou « lieu où les hautes herbes voltigent comme si elles voltigeaient ».
Le toponyme Camusu ou Kamusu a été initialement donné à l'ensemble du canyon, tandis que le lieu appelé aujourd'hui Camusu Aike était autrefois appelé Makaska.

## Géographie
C'est la dernière colonie dans laquelle les Aonikenk (Patagoniens du Sud ou Tehuelches du Sud) vivent en tant que communauté. Elle est située au centre-nord du département de Güer Aike aux coordonnées 50°48′00″S 70°40′00″W et à 172 m d'altitude dans un canyon au milieu de la steppe patagonienne. Il se trouve à environ 180 km par la route à l'ouest de la ville de Río Gallegos, à mi-chemin du lac Argentino. La « communauté de Camusu Aike » est adjacente aux terres du ranch Esperanza (ou La Esperanza), dont la coque se trouve sur la route provinciale 5 (sur un ancien tronçon de la RN 40), à une vingtaine de kilomètres à l'ouest de Camusu Aike. Entretemps, il existe une « estancia Camusú Aike » dont la coque est située aux coordonnées 51°07′00″S 70°18′00″W au carrefour des routes provinciales 59, 7 et 74.

## Histoire
La réserve de Camusu Aike a été créée le 11 janvier 1898 par le décret no 4167 du président José Evaristo Uriburu, qui a autorisé la tribu Tehuelche à s'installer sur un territoire de 50 000 ha (lots 77 bis, 78 bis, 79 bis, 94 bis et 95 bis). L'article 2 du décret stipule : l'occupation des terrains susmentionnés est soumise à la surveillance du gouvernorat du territoire, et cette autorisation ne peut être transférée d'aucune manière.
Le 30 avril 1953, sous le gouvernement de Juan Domingo Perón, les terres ont été réduites par décret à 30 000 ha. Le lot 78 fait actuellement partie du ranch Agua Fresca et les lots 79 et 94 bis du ranch Cañadón Seco.
Selon le recensement national indigène inachevé de 1966-1968, il y avait 44 Tehuelches, dont 24 parlaient l'aonek'o 'a'jen, dans le département de Güer Aike. Parmi elles, 11 familles comptant 41 personnes se trouvaient dans la colonie de Camusu Aike.
Jusqu'en 1984, les maisons de la réserve étaient dispersées ; début 2011, elles constituaient un petit hameau de 12 maisons regroupant une vingtaine de familles. Depuis, les habitants n'acceptent pas que ce territoire soit appelé « réserve », mais utilisent plutôt l'appelation de « communauté ». Après une longue période de procédures et de réunions, en septembre 2007, par la résolution no 490, l'État national a reconnu le statut juridique de la communauté, en l'inscrivant dans le « Registre national des communautés indigènes » de l'Institut national des affaires indigènes. Le 19 avril 2015, un décret a été publié leur accordant 18 000 hectares supplémentaires, 2 000 hectares n'étant toujours pas réglés.